# Музей Баргуэна
Музей Баргуэна (фр. Musée Jean-Baptiste-Bargoin) — музей, расположенный во французском городе Клермон-Ферран (регион Овернь) в непосредственной близости от ректората университета, сада Анри Лекока и Музея естествознания Анри Лекока. Музей Баргуэна считается самым первым музеем, открытым в Клермон-Ферране.

## История музея
В эпоху Французской революции множество произведений искусства было отобрано у церквей и знатных французов, отправленных в эмиграцию. Некоторые работы были уничтожены. В этих обстоятельствах Пьер Мари Го де Сен-Жермен (фр. Pierre Marie Gault de Saint-Germain) (1754—1842) собрал значительную коллекцию картин и скульптур. Её поместили на временное хранение в школу рисования, открытую в Клермоне в стенах прежней обители ордена Милосердия (в наше время, ректорат университета).
Необходимость образования музея начала обсуждаться в 1822 году, но только 6 октября 1860 года муниципальный совет принял решение создать музей в здании, где уже располагалась библиотека. Тогда же хранитель музея составил первый каталог, содержавший 824 предмета. Библиотека и музей находились в одном здании вплоть до конца XIX века. Однако, завещание местного фармацевта и филантропа Жан-Батиста Баргуэна, скончавшегося в 1885 году, изменило ситуацию.
Жан-Батист Баргуэн родился 20 июня 1813 года и очень скоро осиротел. Он получил образование фармацевта и познакомился с Анри Лекоком (фр.), который вскоре предложил ему стать компаньоном. Фармацевт и промышленник сделали огромное состояние на изготовлении и продаже эрзац-кофе («Сладкий жёлудь»), состав которого (смесь каменного дуба, цикория, ржи и иногда каштана) был разработан Баргуэном. Баргуэн скончался 24 июля 1885 года не оставив наследников; в своём завещании он оставил 200 000 франков городу Клермон-Ферран для строительства специализированного здания музея.
Потребовалось почти 15 лет чтобы 18 июня 1900 года по конкурсу из 26 проектов утвердить архитектора нового здания. И 11 октября 1903 года состоялось торжественное открытие нового здания Музея Баргуэна.

## Экспозиция музея

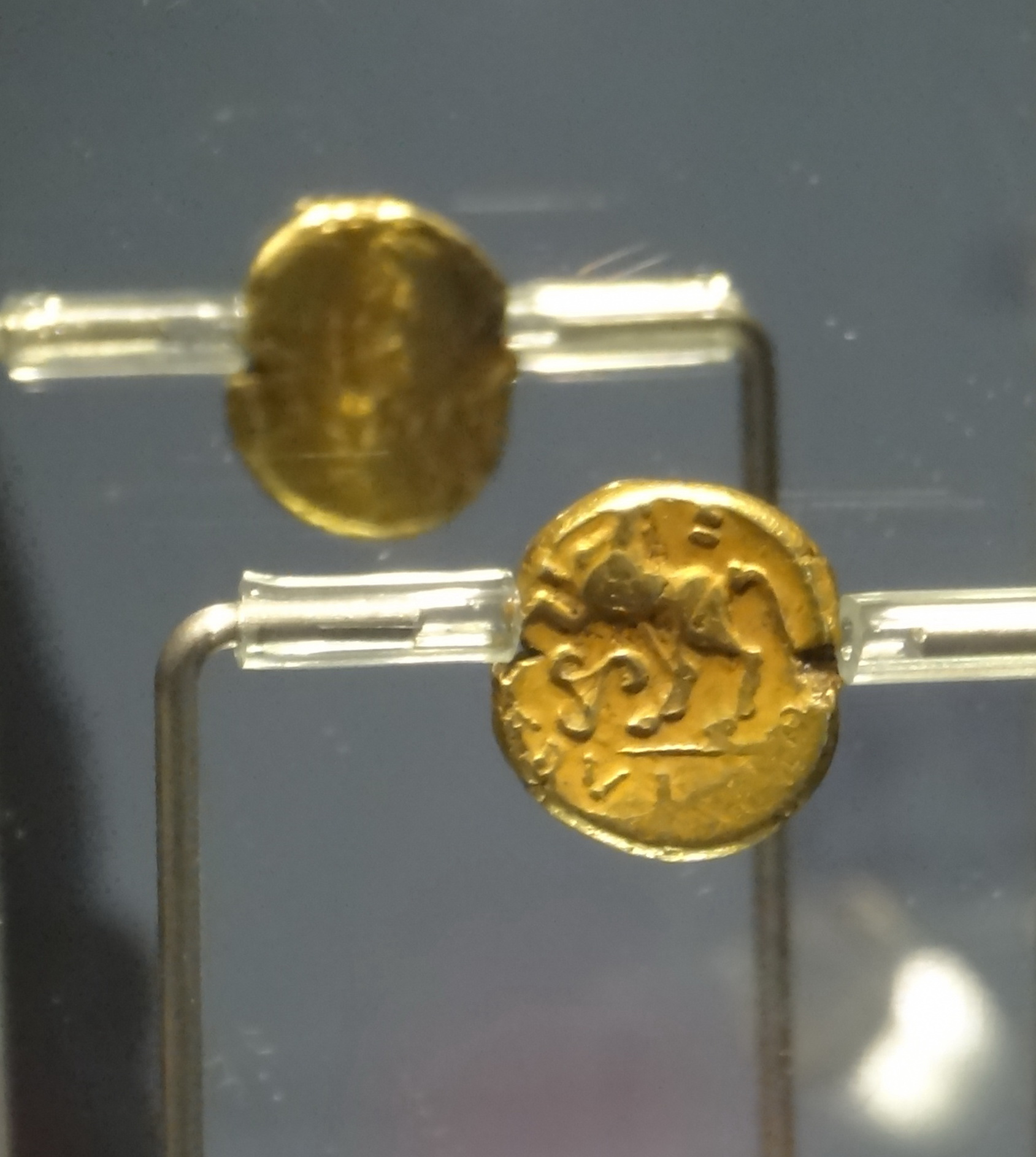
Статер арвернов из коллекции монет музея

Изначально, в XIX веке, музей задумывался как исключительно художественный музей, но после своего открытия в 1903 году в его экспозицию также включили археологическую коллекцию, содержащую предметы, найденные в окрестностях Клермон-Феррана. После передачи художественных коллекций во вновь построенный Музей изобразительных искусств Роже-Кийо в конце XX века, здесь освободились дополнительные выставочные площади для археологической коллекции, а затем и для коллекции ковров и текстильных изделий.
В настоящее время на втором и третьем этажах музея представлены коллекции текстильного мастерства, в которых собрано более 80 ковров, выполненных мастерами Средней Азии и Дальнего востока. Помещения первого этажа целиком посвящены археологии, а в климатизированном подвале представлена исключительная коллекция галло-романских вотивных предметов (подношения божествам), найденная на месте археологических раскопок Source des Roches неподалёку от коммуны Шамальер.
В декабре 1997 года муниципалитет Клермон-Феррана приобрёл для музея коллекцию античных монет — золотых арвернских статеров с изображением вождя арвернов Верцингеторига. Эти монеты были найдены в городе Иссуар в XIV веке и в 1998 году пополнили археологическую коллекцию Музея Баргуэна.